# 표예진
표예진(1992년 2월 3일~)은 대한민국의 배우이다.

## 생애
1992년 2월 3일 경상남도 창원시 성산구에서 1남 2녀 중 첫째로 출생한 그는 2011년부터 2013년까지 2년 반 동안 대한항공에서 승무원으로 근무했다.

## 학력
- 사파중학교 2004년 3월 ~ 2007년 2월 (졸업)
- 창원토월고등학교 2007년 3월 ~ 2010년 2월 (졸업)
- 백석예술대학교 항공서비스과 전문학사 (졸업)

## 경력
- 대한항공 - 승무원(2011년~2013년)

## 출연 작품

### 드라마
- 2012년 MBC 저녁 일일연속극 《오자룡이 간다》 ... 김은희 역
- 2012년 MBC 월화 특별기획 드라마 《구가의 서》 ... 기생 1 역
- 2015년 네이버 TV 웹 드라마 《드림나이트》
- 2015년 네이버 TV 웹 드라마 《72초》 ... 미용사 그녀 역
- 2015년 네이버 TV 웹 드라마 《72초 Part Ⅱ》 ... 휴대폰 녀 역
- 2016년 MBC 주말 미니시리즈 《결혼계약》 ... 현아라 역
- 2016년 네이버 TV 웹 드라마 《72초 Part Ⅲ》 ... 카페 종업원 역
- 2016년 SBS 월화 미니시리즈 《닥터스》 ... 현수진 역
- 2016년 KBS2 주말연속극 《월계수 양복점 신사들》 ... 김다정 역
- 2017년 KBS2 월화 미니시리즈 《쌈 마이웨이》 ... 장예진 역
- 2017년 SBS 드라마스페셜 《당신이 잠든 사이에》 ... 한여정 역
- 2017년 KBS1 저녁 일일연속극 《미워도 사랑해》[4] ... 길은조 역
- 2018년 tvN 수목 미니시리즈 《김비서가 왜 그럴까》 ... 김지아 역
- 2019년 tvN 주말 미니시리즈 《호텔 델루나》 ... 중전 역 (특별출연)
- 2019년 SBS 월화 미니시리즈 《VIP》 ... 온유리 / 하유리 역
- 2021년 카카오 TV 웹 드라마 《도시남녀의 사랑법》 ... 윤선아 역 (특별출연)
- 2021년 SBS 금토 미니시리즈 《모범택시》 ... 안고은 역
- 2023년 tvN 월화 미니시리즈 《청춘월담》 ... 정가람 역
- 2023년 SBS 금토 미니시리즈 《모범택시 2》 ... 안고은 역
- 2023년 SBS 금토 미니시리즈 《악귀》 ... 인플루언서 역 (5회 ~ 6회 특별출연)
- 2023년 ENA 수목 미니시리즈 《낮에 뜨는 달》 ... 강영화 / 한리타 역
- 2024년 TVING 드라마 《나는 대놓고 신데렐라를 꿈꾼다》 ... 신재림 역
- 2024년 ENA 월화 미니시리즈 《취하는 로맨스》 ... 임주희 역
- 2025년 SBS 금토 미니시리즈  《모범택시 3》 ... 안고은 역

### 영화
| 연도 | 제목        | 역할           | 감독   | 비고      |
| ---- | ----------- | -------------- | ------ | --------- |
| 2014 | 수상한 그녀 | 음악 방송 MC 2 | 황동혁 |           |
| 2020 | 시호        | 시아           | 홍수동 |           |
| 2021 | 언프레임드  |                | 이제훈 | 단편 영화 |

### 예능
| 연도 | 방송사   | 제목                                      | 역할             | 비고                  |
| ---- | -------- | ----------------------------------------- | ---------------- | --------------------- |
| 2018 | SBS      | 런닝맨                                    | 게스트           | 2018.07.15            |
| 2019 | FashionN | 팔로우미 11                               | 진행자           | 2019.04.18~2019.07.18 |
| 2020 | SBS      | 본격연예 한밤                             | 인터뷰           | 2020.01.22            |
| 2021 | 넷플릭스 | 범인은 바로 너! 3                         | 선녀 (특별 출연) | 2021.01.22            |
| 2021 | MBC      | 나 혼자 산다                              | 게스트           | 2021.07.02            |
| 2023 | SBS      | 미운우리새끼                              | 스페셜mc         | 2023.04.16            |
| 2023 | SBS      | 모범택시 웃음대행 써-비스 무지개 운수대통 |                  | 2023.04.21            |
| 2023 | SBS      | 꼬리에 꼬리를 무는 그날 이야기            |                  | 2023.03.09            |

### 라디오
| 연도 | 방송사     | 제목            | 역할   | 비고       |
| ---- | ---------- | --------------- | ------ | ---------- |
| 2021 | SBS 파워FM | 두시탈출 컬투쇼 | 게스트 | 2021.04.08 |
| 2021 | SBS 파워FM | 두시탈출 컬투쇼 | 게스트 | 2021.05.27 |

### 뮤직비디오
| 연도 | 가수   | 노래 | 공동 출연 | 비고         |
| ---- | ------ | ---- | --------- | ------------ |
| 2021 | 표예진 | 산책 |           | 모범택시 OST |

### 광고
| 연도 | 광고주                   | 브랜드                   | 종류           | 공동 출연      |
| ---- | ------------------------ | ------------------------ | -------------- | -------------- |
| 2015 | LG전자                   | LG G4                    | 휴대폰         |                |
| 2016 | 불스원                   | 불스원샷                 | 자동차엔진오일 |                |
| 2016 | 아모레퍼시픽             | 마몽드                   | 화장품         |                |
| 2016 | 혼도                     | 코스메티화장품           | 화장품         |                |
| 2016 | 삼성전자                 | 삼성 갤럭시 노트 7       | 휴대폰         |                |
| 2016 | 국순당                   | 아이싱 - 친싱 편         | 주류           |                |
| 2016 | 국순당                   | 아이싱 - 혼싱 편         | 주류           |                |
| 2017 | 헥틱                     | 헥틱                     | 화장품         |                |
| 2017 | 맥도날드                 | 맥스파이시 상하이 디럭스 | 패스트푸드     |                |
| 2017 | KB국민카드               | 알파원 카드              | 금융           | 이제훈, 강기둥 |
| 2017 | 연승어패럴               | 탑걸                     | 의류           |                |
| 2018 | 서울우유협동조합         | 비요뜨 - 키스 편         | 발효유         |                |
| 2018 | 서울우유협동조합         | 비요뜨 - 카페 편         | 발효유         |                |
| 2020 | 한국파프리카생산자자조회 | 파프리카                 | 식품           |                |

## 음반 작품

### 비정규
- 2021년 《모범택시 OST Part. 3》
  - 〈산책〉
  - 〈산책 (Inst.)〉

### 참여
- 2021년 《모범택시 OST》
  - 〈산책〉

## 가족 관계
- 여동생 (1993년 ~ )
- 남동생 표성주 (1999년 ~ )

## 수상 및 후보
| 연도 | 시상식                       | 부문                                   | 작품                       | 결과 |
| ---- | ---------------------------- | -------------------------------------- | -------------------------- | ---- |
| 2016 | 제24회 대한민국 문화연예대상 | 드라마부문 여자 신인연기상             | 월계수 양복점 신사들       | 수상 |
| 2017 | KBS 연기대상                 | 여자 신인연기상                        | 쌈 마이웨이, 미워도 사랑해 | 후보 |
| 2018 | 아시아 모델 어워즈           | 뉴스타상 연기자 부문                   | 빈칸                       | 수상 |
| 2018 | 제11회 코리아 드라마 어워즈  | 인기 캐릭터상                          | 김비서가 왜 그럴까         | 수상 |
| 2019 | SBS 연기대상                 | 여자 베스트 캐릭터상                   | VIP                        | 수상 |
| 2021 | SBS 연기대상                 | 미니시리즈 장르·판타지 여자 우수연기상 | 모범택시                   | 후보 |
| 2023 | SBS 연기대상                 | 시즌제 드라마부문 여자 우수연기상      | 모범택시 2                 | 수상 |